# Ropušenka dvouprstá
Ropušenka dvouprstá je drobná žabka žijící v deštných pralesích v Brazílii. Délka jejího těla je pouze 9,6 – 9,8 mm, což z ní činí druhou nejmenší známou žábu na jižní polokouli (nejmenší je Paedophryne amauensis z Papui Nové Guiney) Žije v lesní hrabance primárního deštného pralesa a v zachovalejším sekundárním pralese, tam se i rozmnožuje. V kulturní krajině se nevyskytuje.